# 安芬黑森鯰
安芬黑森鯰，為輻鰭魚綱鯰形目鼬鯰科黑森鯰屬的其中一種，為熱帶淡水魚，分布於南美洲巴西Parnaíba河流域，體長可達20公分，棲息在底層水域，生活習性不明。

## 扩展阅读
維基物種上的相關：安芬黑森鯰